# Каррера, Мартин
Мартин Каррера (исп. Martin Carrera) — мексиканский военачальник, генерал дивизии, временный президент Мексики в течение месяца 1855 года.
Каррера в девять лет стал курсантом в экспедиционных полках испанского короля Фердинанда VII. К 1818 году он был инструктором в Новой Испании. Он присоединился к повстанческой армии Трёх гарантий после битвы Уэрта 30 августа 1821 года. Он был в армии, когда торжественно въехал в Мехико 27 сентября 1821 года.
В 1822 году будучи лейтенантом он командовал батареей артиллерии во время осады испанцами в Сан-Хуан-де-Улуа. Позже он был директором арсенала и командиром артиллерии в Сан-Луис-Потоси, защищал правительство президента Гуадалупе Виктория на время «Мотин-де-ла Акордада», восстание во главе с генерал Хосе Мария Lobato и Лоренцо де Савала в пользу Висенте Герреро (30 ноября 1828). В 1831 году он был назначен командиром Ла Куидадела в Мехико.
Каррера был произведен в бригадные генералы в 1840 году и в генералы дивизии в 1853 году. Он был членом Национальной Законодательной хунты в 1843 году и сенатором Республики с 1844 по 1846.
Мартин Каррера был командиром артиллерии в долине Мехико во время вторжения Соединённых Штатов Америки. Он воевал в сражениях у Контрерас (20 августа 1847) и Молино-дель-Рей (8 сентября). После войны он был военным губернатором федерального округа (1853-55).
Когда Антонио Лопес де Санта-Анна подал в отставку из-за плана де-Аютла, хунта представителей назвала Карреру временным президентом, чтобы заменить его. Он работал им с 15 августа по 12 сентября 1855 года. 20 августа 1855, в соответствии с планом де-Аютла, он учредил выборы. Под давлением сторонников и противников Плана де-Аютла, он ушел в отставку в сентябре, передав офис Ромуло Диасу де ла Вега. Затем он удалился в частную жизнь в Мехико.
Каррера не принимал участие в войне за Реформу. Во время французского нашествия, он предложил свои услуги президенту Бенито Хуаресу, но не работал в правительстве или армии Хуареса.